# Polly Feigl
Pour les articles homonymes, voir Feigl.
Polly Feigl est une biostatisticienne américaine connue pour son travail sur les distributions de survie de patients ayant des taux de survie variant de façon exponentielle , et sur des essais cliniques contre le cancer. Elle est professeure émérite de biostatistiques à l'université de Washington.

## Formation et carrière
Feigl s'est spécialisée en mathématiques à l'université de Chicago et est titulaire d'une maîtrise et d'un doctorat en statistiques de l'université du Minnesota.

## Livre
Feigl est la coauteure, avec Johannes Ipsen, de Bancroft's Introduction to Biostatistics (2e édition, Harper et Row, 1971), une édition révisée d'un manuel de 1957 largement utilisé par Huldah Bancroft.
- (en) Scott Barnhart, Mark Thornquist, Gilbert S. Omenn, Gary Goodman, Polly Feigl et Linda Rosenstock, « The Degree of Roentgenographic Parenchymal Opacities Attributable to Smoking among Asbestos-exposed Subjects », The American Review of Respiratory Disease, American Thoracic Society (d), vol. 141, no 5_pt_1,‎ mai 1990, p. 1102-1106 (ISSN 0003-0805 et 2376-3752, OCLC 01480677, PMID 2339831, DOI 10.1164/AJRCCM/141.5_PT_1.1102).
- (en) Lisa K Hansen, Polly Feigl, Manuel R Modiano, Jose A Lopez, Sylvia Escobedo Sluder, Carol M Moinpour, Donna K Pauler et Frank L Meyskens, « An educational program to increase cervical and breast cancer screening in Hispanic women: a Southwest Oncology Group study », Cancer Nursing, Lippincott Williams & Wilkins (d), vol. 28, no 1,‎ 1er janvier 2005, p. 47-53 (ISSN 0162-220X et 1538-9804, PMID 15681982, DOI 10.1097/00002820-200501000-00007).

## Reconnaissance
Fiegl a été nommée membre de la Société américaine de statistique en 1979.